# خط شوستر

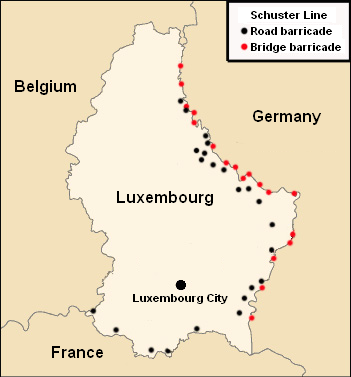
خريطة تبين منشآت خط شوستر

خط شوستر (باللوكسمبورغية: Schuster-Linn)‏ كان عبارة عن خط من الحواجز والمتاريس التي أقامتها حكومة لوكسمبورغ على طول حدودها مع ألمانيا وفرنسا قبل فترة وجيزة من الحرب العالمية الثانية. وقد تم تسمية الخط على اسم جوزيف شوستر، كبير مهندسي الجسور والطرق السريعة في لوكسمبورغ، الذي كان مسؤولاً عن بنائه.
يتكون خط شوستر من 41 مجموعة من الكتل الخرسانية والبوابات الحديدية، 18 حاجز على الحدود الألمانية، وخمس حواجز على الحدود الفرنسية. أقيمت حواجز الطرق على مسافة ميل داخلي بنمط متعرج، مغطاة بملحقات الأسلاك الشائكة على كلا الجانبين. أقيمت تسعة مواقع إذاعية على طول الحدود الألمانية، مع محطة استقبال مركزية في ثكنات سانت إسبيريت في العاصمة.
ومع ذلك، فشل الخط بشكل كبير في إبطاء التقدم الألماني خلال غزو لوكسمبورغ في 10 مايو 1940. وبسبب هذا الفشل، تم هدم البوابات الحديدية وبنيت سلالم فوق الخرسانة. وتفجير البعض من الحواجز.  